# Petite capitale a en exposant
Cette page contient des caractères spéciaux ou non latins. S’ils s’affichent mal (▯, ?, etc.), consultez la page d’aide Unicode.
ᴀ, appelée petite capitale a en exposant, petite capitale a supérieur ou lettre modificative latine petite capitale a, est un symbole phonétique de certaines variantes de l’alphabet phonétique ouralique. Il est formé de la petite capitale a ‹ ᴀ › mise en exposant.

## Utilisation

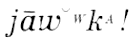
jāw˘^{ᴡ}k^{ᴀ}! dans E. Lagercrantz 1941, p. 246.

Willam Jones et Truman Michelson utilisent, dans une description du fox publiée en 1911, la lettre petite capitale a pour transcrire la voyelle de l’anglais américain sun ou hut, c’est-à-dire la voyelle mi-ouverte postérieure non arrondie [ʌ] et utilisent les lettres en exposant pour transcrire les voyelles brèves en fin de mot.
Dans le manuel des langues étrangères du Government Printing Office des États-Unis, publié dans les années 1930, la petite capitale a en exposant est indiquée comme étant utilisée pour la transcription du fox, avec la forme d’une capitale a en exposant sur certaines pages.

## Représentations informatiques
La petite capitale a en exposant n’a pas été codée dans une norme informatique. Elle peut être obtenue avec le formatage de texte, par exemple ᴀ (<sup>ᴀ</sup> en HTML) ou avec des polices de caractères spécifiques non standards.

## Sources
- William Jones et Truman Michelson, « Algonquian (Fox) », dans Franz Boas, Handbook of American Indian languages, 1911 (lire en ligne), p. 735-873
- (de) Eliel Lagercrantz, « Synopsis des Lappischen », Oslo Etnografiske Museums skrifter, Oslo, vol. 2, no 4,‎ 1941 (lire en ligne)
- (en) Kirk Miller, Unicode request for modifier-letter support (no L2/20-117), 14 avril 2020 (lire en ligne)
- (en) George F. von Ostermann et A. E. Giegengack, Manual of foreign languages : for the use of printers and translators, United States Government Printing Office, 1936, 3e éd. (lire en ligne)